# Bufo stejnegeri
Bufo stejnegeri е вид земноводно от семейство Крастави жаби (Bufonidae).

## Разпространение
Видът е разпространен в Китай, Северна Корея и Южна Корея.